# Relative Strangers
Relative Strangers ist eine US-amerikanische Filmkomödie des Regisseurs Greg Glienna aus dem Jahr 2006.

## Handlung
Der Psychologe Richard Clayton hat ein schönes Leben: Seine Heirat steht kurz bevor, er fährt ein teures Auto, und sein neuer Lebenshilferatgeber ist auf bestem Wege, ein Bestseller zu werden. Als er erfährt, dass er adoptiert wurde, setzt er alles daran, seine leiblichen Eltern kennenzulernen. Auf der Suche nach ihnen trifft er auf Agnes und Frank Menure, die sein Leben auf den Kopf stellen.

## Kritik
„Danny DeVito und Kathy Bates ziehen alle Klamaukregister als kaputter Trailerpark-Trash und Hollywoods Antwort auf die Flodders in diesem allzeit flott überdrehten Familienkomödienspaß um einen beflissenen Kulturmenschen und seine lieben Nöte, sich der eigenen familiären Wahrheit zu stellen. Toleranzbotschaft und Versöhnung lauern hinter grobem Klamauk, "Scream"-Star Neve Campbell und Ron Livingston bleiben blass gegen die exaltiert aufspielenden Alten. Unausgewogen, aber durchaus unterhaltsam.“